# Neofreocorus novaki
Neofreocorus novaki är en skalbaggsart som beskrevs av Teocchi 1988. Neofreocorus novaki ingår i släktet Neofreocorus och familjen långhorningar.
Artens utbredningsområde är Kenya. Inga underarter finns listade i Catalogue of Life.